# Yerilla
Yerilla is een spookdorp in de regio Goldfields-Esperance in West-Australië.

## Geschiedenis
In januari 1895 vond goudzoeker Jerry McAuliffe goud in de streek. Er ontwikkelde zich al snel een dorp met vier hotels. In november 1896 werd Yerilla officieel gesticht. De naam zou Aborigines van oorsprong zijn en "kwarts" betekenen. Volgens McAuliffe is 'waboo' echter het Aborigineswoord voor kwarts, weigerde hij 'McAuliffe's Find' als dorpsnaam en stelde een Schot de naam Yerilla voor, naar een plaats waar hij in New South Wales had gewerkt.
In juli 1897 werd er een politiekantoor opgericht. In 1898 waren er een slager, een kapper/apotheker, een kleermaker, een krantenwinkel en drie winkels actief. Tegen 1900 verbleven er nog slecht zestien mensen in het dorpje. De gebouwen werden afgebroken en elders op de oostelijke goudvelden heropgebouwd. In 1916 telde het Yerilla nog drie inwoners. Het 'Never Never Land Hotel' sloot in 1927 definitief de deuren wat het einde van het dorp betekende.

## 21e eeuw
Yerilla maakt deel uit van het lokale bestuursgebied (LGA) Shire of Menzies waarvan Menzies de hoofdplaats is. Het voormalige dorp ligt op het grondgebied van het Yerilla Station. De streek staat bekend voor de hoeveelheden kwarts en australiet die er gevonden werden. Er wordt nog steeds chrysopraas gewonnen.

## Ligging
Yerilla ligt aan de 'Kookynie - Yarri Road', 828 kilometer ten oostnoordoosten van de West-Australische hoofdstad Perth, 164 kilometer ten noordoosten van Kalgoorlie en 103 kilometer ten oostnoordoosten van het aan de Goldfields Highway gelegen Menzies.
Er ligt een startbaan nabij: Yerilla Airport (ICAO: YYER).

## Klimaat
Yerilla kent een warm woestijnklimaat, BWh volgens de klimaatclassificatie van Köppen.